# Batrachylidae
Batrachylidae (лат.) — семейство бесхвостых земноводных, обитающих в Южной Америке. Ранее рассматривалось как подсемейство Batrachylinae семейства Ceratophryidae.

## Образ жизни
Обитают в самых разнообразных биотопах — от степей до тропических лесов. Фактические пределы ареала, по-видимому, определяются ограничениями на репродуктивный процесс, налагаемыми общим годовым количеством осадков на севере и минимальными температурами на юге. Часто наблюдаются в населённых пунктах.

## Распространение
Ареал семейства охватывает центральную и южную части Чили и соседней Аргентины.

## Классификация
На январь 2023  года в семейство включают 4 рода и 12 видов:
- Atelognathus Lynch, 1978 — Неполнороты (5 видов)
- Batrachyla Bell, 1843 — Леснянки (5 видов)
- Chaltenobatrachus Basso et al., 2011 (1 вид)
  - Chaltenobatrachus grandisonae Lynch, 1975
- Hylorina Bell, 1843 (1 вид)
  - Hylorina sylvatica Bell , 1843